# Goosebumps Gold
Goosebumps Gold était prévue pour être la suite de Goosebumps Series 2000 (publié en français dans la collection originale Chair de poule), avec un lancement prévu en octobre 2000, mais a été annulée avant qu'aucun livre ne soit publié.
Dans une interview, l'auteur de ces livres, R. L. Stine a déclaré qu'aucun des livres de cette série n'avait été écrit.

## Histoire
Vers la fin des années 1990, Scholastic Inc. et Parachute Press se sont engagés dans un long conflit juridique concernant les droits de commercialisation de la franchise Chair de poule. À cause de la bataille juridique et de la baisse des ventes, toutes les séries de la franchise Chair de poule ont été annulées et R.L. Stine a quitté Scholastic.
Il a été annoncé qu'au début des années 2000, R.L. Stine s'associerait à HarperCollins Children's Books pour créer deux nouvelles séries : Goosebumps Gold et Aux Portes du cauchemar. HarperCollins prévoyait une vaste campagne de publicité pour les prochains livre de R. L. Stine. Le dessinateur de couverture, Tim Jacobus, a même fait la promotion de la série sur son site Internet, en partageant certaines illustrations de la série.
Goosebumps Gold a été annulé, pour des raisons inconnues, peut-être des problèmes de licence, au début de sa production. L'annulation de la série n'a jamais été révélée au public ou à Tim Jacobus.

## Livres
Goosebumps Gold devait être une série limitée de 12 livres, mais seuls trois de ces titres sont connus : 
- The Haunted Mask Lives ! - qui devait être la suite de, The Haunted Mask II (en français, Le Retour du masque hanté),
- Happy Holidays from Dead House - qui devait être la suite de, Welcome to Dead House (en français, La Maison des morts),
- Slappy New Year - qui devait être la suite de, Slappy's Nightmare (jamais traduit en France).

L'intrigue de ces livres sont inconnus, car ils n'ont jamais été écrits.
Le livre intitulé Slappy New Year ! a été publié comme le dix-huitième tome de la série Chair de poule Horrorland, sous le titre, Un Réveillon avec Monsieur Méchant-Garçon, mais, mise à part le titre, le livre n'a rien à voir avec la version de Goosebumps Gold, Slappy New Year !, d'après un tweet de l'auteur R. L. Stine.
La série Goosebumps 2000, devait également avoir beaucoup de livres en plus, mais à la suite du désaccord entre R. L. Stine et Sholastic, ils ont été annulés, comme The Incredible Shrinking Fifth Grader qui aurait, ensuite, pu être publié dans la série Goosebumps Gold, mais qui n'a donc jamais vu le jour à la suite de l'annulation de la série.

## Couvertures des livres
Tim Jacobus, qui a déjà travaillé sur des Chair de poule, a été chargé de créer les illustrations de Goosebumps Gold, environ six mois après avoir terminé son travail sur la série Goosebumps 2000 (publié en français dans la collection originale Chair de poule). Les couvertures de Goosebumps Gold ont été créées numériquement, contrairement à ses travaux précédents.